# Sycoscapter punctatus
Sycoscapter punctatus är en stekelart som beskrevs av Abdurahiman och Joseph 1975. Sycoscapter punctatus ingår i släktet Sycoscapter och familjen fikonsteklar. Inga underarter finns listade i Catalogue of Life.